# Championnat d'Europe junior de hockey sur glace 1974
Navigation
Championnat d'Europe junior 1973 Championnat d'Europe junior 1975
Le championnat d'Europe junior de hockey sur glace 1973 est la septième édition de cette compétition de hockey sur glace junior organisée par la Fédération internationale de hockey sur glace. Il se déroule du 22 au 30 mars 1974 à Herisau en Suisse. La Suède remporte son quatrième titre dans cette compétition, devançant au classement l'Union soviétique et la Finlande.
Indépendamment du championnat, également appelé Groupe A, un Groupe B est joué à Bucarest en Roumanie (9-20 mars 1974).

## Groupe A

### Résultats
|  | Suisse | 4-6 (1-2, 2-2, 1-2) | Finlande | Sportzentrum |

|  | Union soviétique | 10-2 (3-0, 5-0, 2-2) | Pologne | Sportzentrum |

|  | Suisse | 1-15 (0-5, 1-5, 0-5) | Tchécoslovaquie | Sportzentrum |

|  | Suède | 15-3 (2-0, 4-2, 9-1) | Pologne | Sportzentrum |

|  | Finlande | 3-12 (1-5, 1-3, 1-4) | Union soviétique | Sportzentrum |

|  | Tchécoslovaquie | 2-11 (2-3, 0-5, 0-3) | Suède | Sportzentrum |

|  | Suisse | 1-14 (0-5, 0-6, 1-3) | Union soviétique | Sportzentrum |

|  | Pologne | 3-7 (2-2, 1-3, 0-2) | Tchécoslovaquie | Sportzentrum |

|  | Suisse | 1-21 (0-4, 1-6, 0-11) | Suède | Sportzentrum |

|  | Finlande | 9-2 (5-0, 0-0, 4-2) | Pologne | Sportzentrum |

|  | Suède | 5-2 (4-1, 1-0, 0-1) | Finlande | Sportzentrum |

|  | Union soviétique | 8-1 (3-0, 0-1, 5-0) | Tchécoslovaquie | Sportzentrum |

|  | Suisse | 3-5 (1-1, 0-3, 2-1) | Pologne | Sportzentrum |

|  | Tchécoslovaquie | 2-3 (1-2, 1-1, 0-0) | Finlande | Sportzentrum |

|  | Union soviétique | 1-4 (0-2, 1-0, 0-2) | Suède | Sportzentrum |

| Clt   | Équipe           | PJ | V | D | N | BP | BC | Diff | Pts |
| ----- | ---------------- | -- | - | - | - | -- | -- | ---- | --- |
| +001, | Suède            | 5  | 5 | 0 | 0 | 56 | 9  | +47  | 10  |
| +002, | Union soviétique | 5  | 4 | 1 | 0 | 45 | 11 | +34  | 8   |
| +003, | Finlande         | 5  | 3 | 2 | 0 | 23 | 25 | -2   | 6   |
| +004, | Tchécoslovaquie  | 5  | 2 | 3 | 0 | 27 | 26 | +1   | 4   |
| +005, | Pologne          | 5  | 1 | 4 | 0 | 15 | 44 | -29  | 2   |
| +006, | Suisse           | 5  | 0 | 5 | 0 | 10 | 61 | -51  | 0   |

- Vainqueur du Championnat d'Europe junior 1974
- Relégué dans le Groupe B 1975

### Effectif vainqueur
| Vainqueur du Championnat d'Europe junior 1973 Suède | Gardiens de but : Åke Andersson, Mats Blomqvist Défenseurs : Hans Eriksson, Göran Lindblom, Björn Johansson, Tommy Möller, Jan Kock, Jan-Ove Wiberg Attaquants : Thomas Gradin, Rolf Ericsson, Dag Bredberg, Emil Mészáros, Torbjörn Nilsson, Bengt Lundholm, Anders Steen, Kent Nilsson, Bo Berglund, Håkan Karlsson Entraîneur : |

### Honneurs individuels
- Meilleur gardien de but : Åke Andersson (Suède)
- Meilleur défenseur : Vladislav Vlček (Tchécoslovaquie)
- Meilleur attaquant : Thomas Gradin (Suède)

### Statistiques individuelles
| Joueur            | PJ | B  | A | Pts | PUN |
| ----------------- | -- | -- | - | --- | --- |
| Kent Nilsson      | 5  | 8  | 7 | 15  | 2   |
| Boris Aleksandrov | 5  | 8  | 7 | 15  |     |
| Matti Hagman      | 5  | 10 | 2 | 12  | 0   |
| Viktors Hatuļevs  | 5  | 6  | 6 | 12  |     |
| Rolf Ericsson     | 5  | 7  | 4 | 11  | 0   |

## Groupe B
Il se déroule du 9 au 20 mars 19743 à Bucarest en Roumanie.

### Premier tour

#### Groupe A
|  | Allemagne de l'Ouest | 15-0 (2-0, 6-0, 7-0) | Hongrie |  |

|  | Norvège | 8-3 (4-2, 1-0, 3-1) | Yougoslavie |  |

|  | Allemagne de l'Ouest | 15-1 (1-0, 2-0, 12-1) | France |  |

|  | Yougoslavie | 8-4 (3-0, 1-2, 4-2) | Hongrie |  |

|  | Allemagne de l'Ouest | 8-1 (1-0, 2-0, 5-1) | Norvège |  |

|  | France | 7-5 (3-1, 3-0, 1-4) | Hongrie |  |

|  | France | 5-5 (2-1, 1-1, 2-3) | Yougoslavie |  |

|  | Norvège | 3-0 (2-0, 0-0, 1-0) | Hongrie |  |

|  | Norvège | 8-1 (4-0, 3-0, 1-1) | France |  |

|  | Allemagne de l'Ouest | 10-2 (1-2, 4-0, 5-0) | Yougoslavie |  |

| Clt   | Équipe               | PJ | V | D | N | BP | BC | Diff | Pts |
| ----- | -------------------- | -- | - | - | - | -- | -- | ---- | --- |
| +001, | Allemagne de l'Ouest | 4  | 4 | 0 | 0 | 48 | 4  | +44  | 8   |
| +002, | Norvège              | 4  | 3 | 1 | 0 | 20 | 12 | +8   | 6   |
| +003, | Yougoslavie          | 4  | 1 | 2 | 1 | 18 | 27 | -9   | 3   |
| +004, | France               | 4  | 1 | 2 | 1 | 14 | 33 | -19  | 3   |
| +005, | Hongrie              | 4  | 0 | 4 | 0 | 9  | 33 | -24  | 0   |

- Qualifié pour la finale

#### Groupe B
|  | Danemark | 5-5 (1-0, 2-1, 2-4) | Bulgarie |  |

|  | Bulgarie | 7-1 (2-0, 2-0, 3-1) | Italie |  |

|  | Roumanie | 15-2 (1-0, 9-1, 5-1) | Danemark |  |

|  | Roumanie | 8-7 | Autriche |  |

|  | Danemark | 4-0 (0-0, 4-0, 0-0) | Autriche |  |

|  | Roumanie | 6-0 (0-0, 3-0, 3-0) | Italie |  |

|  | Autriche | 7-4 (3-1, 1-2, 3-1) | Italie |  |

|  | Roumanie | 6-1 (2-0, 1-0, 3-1) | Bulgarie |  |

|  | Bulgarie | 12-0 (3-0, 4-0, 5-0) | Autriche |  |

|  | Italie | 2-6 | Danemark |  |

| Clt   | Équipe   | PJ | V | D | N | BP | BC | Diff | Pts |
| ----- | -------- | -- | - | - | - | -- | -- | ---- | --- |
| +001, | Roumanie | 4  | 4 | 0 | 0 | 35 | 10 | +25  | 8   |
| +002, | Bulgarie | 4  | 2 | 1 | 1 | 25 | 12 | +13  | 5   |
| +003, | Danemark | 4  | 2 | 1 | 1 | 17 | 22 | -5   | 5   |
| +004, | Autriche | 4  | 1 | 3 | 0 | 14 | 28 | -14  | 2   |
| +005, | Italie   | 4  | 0 | 4 | 0 | 10 | 26 | -16  | 0   |

- Qualifié pour la finale

### Matchs de classement
- Match pour la neuvième place

|  | Hongrie | 6-1 (1-0, 3-0, 2-1) | Italie |  |

- Match pour la septième place

|  | Autriche | 5-3 (3-2, 2-0, 0-1) | France |  |

- Match pour la cinquième place

|  | Danemark | 5-3 (0-0, 2-2, 3-1) | Yougoslavie |  |

- Match pour la troisième place

|  | Bulgarie | 8-2 (2-1, 2-0, 4-1) | Norvège |  |

- Finale

|  | Allemagne de l'Ouest | 10-3 (2-0, 4-1, 4-2) | Roumanie |  |

### Classement final
L'Allemagne de l'Ouest est promue dans le Groupe A 1975.
|    | Équipe               |
| -- | -------------------- |
| 1  | Allemagne de l'Ouest |
| 2  | Roumanie             |
| 3  | Bulgarie             |
| 4  | Norvège              |
| 5  | Danemark             |
| 6  | Yougoslavie          |
| 7  | Autriche             |
| 8  | France               |
| 9  | Hongrie              |
| 10 | Italie               |